# ブラシウス
ブラシウス （ギリシャ語: Άγιος Βλάσιος, Agios Vlasios; アルメニア語: Սուրբ Բարսեղ、生年不詳 - 316年）は、キリスト教の聖人。アルメニアの主教（司教）であったが、殉教した。カトリック教会・正教会・アルメニア使徒教会・東方典礼カトリック教会で聖人。祝日は2月3日。11世紀から12世紀にかけて、ヨーロッパで信仰が広まった。かつてはラグーサ共和国の守護聖人であったことから、ドゥブロヴニクの守護聖人となっている。
ギリシャ語の"Βλάσιος"は古典再建音では「ブラシオス」、中世・現代ギリシャ語では「ヴラシオス」と読まれる。教会スラヴ語・ロシア語にはВласий（ヴラシイ）と転写され、日本正教会では奉神礼で「ウラシイ」と呼称される。イタリア語ではBiagio（ビアージョ）となる。